# ابرخس ۵۶۹۴۸
ابرخس ۵۶۹۴۸ یک ستاره است که در صورت فلکی اژدها قرار دارد.